# Valido

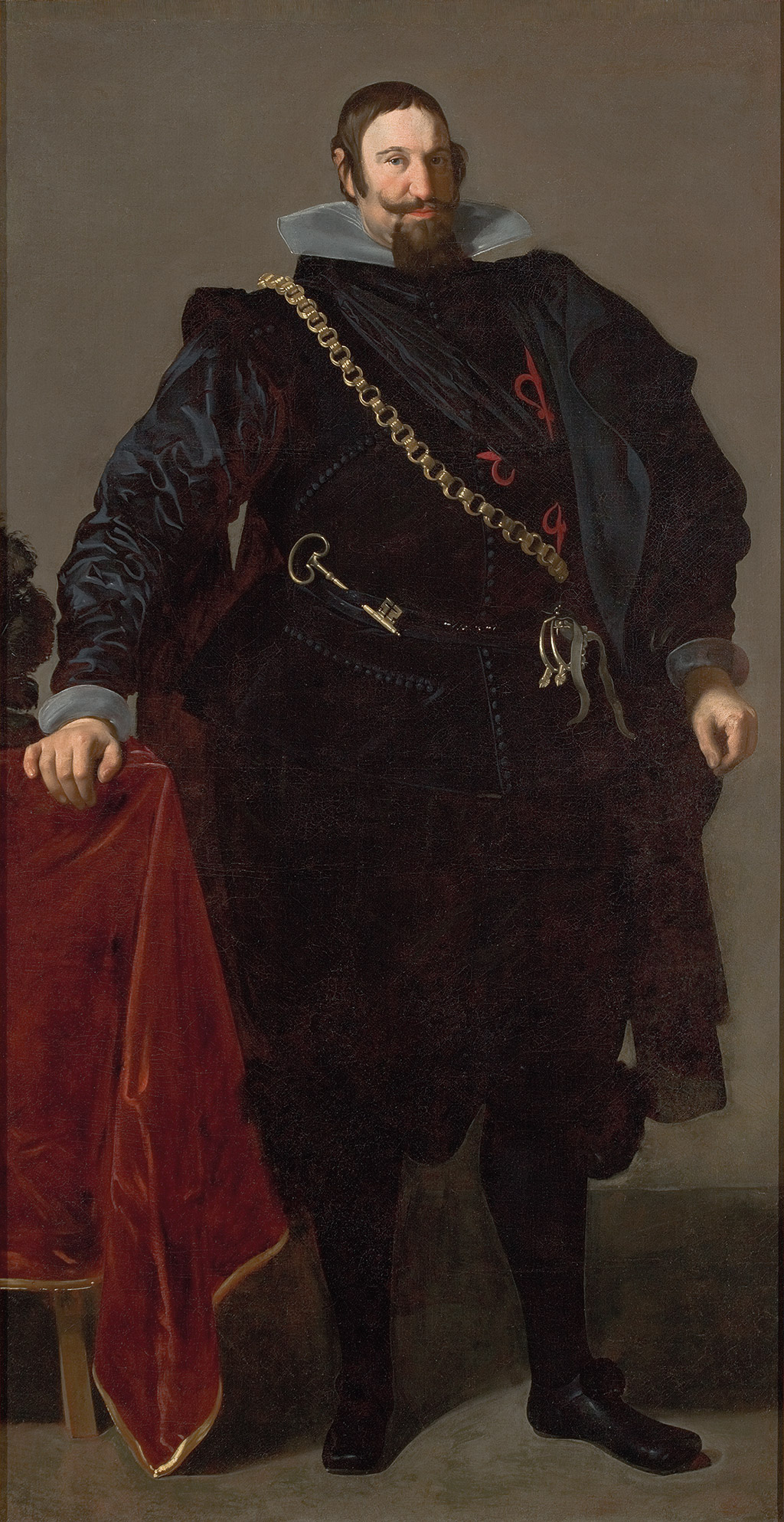
Gaspar de Guzmán, Conde-Duque de Olivares, por Velázquez, 1624. Aparece el valido como burócrata, apoyado en una mesa y exhibiendo la llave que le caracteriza como hombre que disponía de la confianza absoluta del rey Felipe IV. Sus cargos formales en la corte fueron Sumiller de Corps y Caballerizo mayor (desde 1622), lo que le capacitaba para acompañar al rey en todo momento, tanto en Palacio como si salía de caza, y le obligaba a dormir en sus aposentos. Luego fue también camarero mayor (desde 1636).

El valido fue una figura política propia del Antiguo Régimen en la Monarquía Hispánica, que alcanzó su plenitud bajo los llamados Austrias menores en el siglo XVII. No puede considerarse como una institución, ya que en ningún momento se trató de un cargo oficial, puesto que únicamente servía al rey mientras este tenía confianza en la persona escogida. No fue algo exclusivo de España, siendo similar el ejercicio del poder por los cardenales Richelieu y Mazarino en el Reino de Francia o por Cecil y Buckingham en el Reino de Inglaterra. Se utilizan como sinónimo de valido los términos favorito y privado (y ‘privanza’ como sinónimo de ‘valimiento’). Ninguno de ellos deben confundirse con el cargo de primer ministro, que dirige el gobierno, pero cuya posición no depende de la confianza del rey.
Aunque no es un cargo con nombramiento formal, el de valido era el puesto de mayor confianza del monarca en cuestiones temporales. Es importante el matiz, porque las cuestiones espirituales eran competencia del confesor real, figura de importancia política nada desdeñable. Las funciones que ejercía un valido eran las de máximo nivel en la toma de decisiones políticas, no limitadas a las de consejero sino al control y coordinación de la Administración, con lo que en la práctica gobernaba en nombre del rey, en un momento en el que las monarquías autoritarias han concentrado un enorme poder en su figura. Si el rey no puede o no quiere gobernar por sí mismo, es imprescindible el valido.

## Características
El reinado de Felipe III trajo una transformación institucional con la aparición del valido, puesto que la falta de dedicación de los monarcas a los asuntos públicos exigía la presencia de una persona que coordinara la política gubernamental, que tuviera la confianza del monarca y la autoridad sobre los Consejos, del mismo modo, la caída del valido se producía por la pérdida de confianza del rey. Este puesto no lo podía desempeñar un secretario a causa de su baja extracción social, sino alguien de la aristocracia, pero no de la más alta nobleza, aunque son engrandecidos por el cargo. Como tal, el valido ejerció a través de una delegación de poderes la intervención en los asuntos políticos, como la resolución de las consultas o supervisión de las instituciones, sin ser un mero transmisor de las órdenes del monarca. Al mismo tiempo, el distanciamiento de los monarcas respecto de los asuntos públicos les supuso mantener intacta su popularidad en tanto que las responsabilidades del ejercicio del poder recaía en el valido, y por ello en caso de fuertes oposiciones, el monarca tenía la posibilidad de reemplazarlo por otro.
Dado que el secretario del Consejo de Estado tenía acceso a los secretos la monarquía, los validos evitaron su competencia y limitaron su influencia controlando el Consejo de Estado mediante su intromisión en la elección de los secretarios, como manifiesta el ejemplo de Pedro Franqueza. Esto permitió al valido controlar el Consejo y a la misma vez, el despacho del secretario del Consejo de Estado será con el valido en vez de con el monarca, y sea el valido el que despache «a boca» con el rey los asuntos políticos en curso; de este modo el secretario de Estado quedó limitado a tareas burocráticas dentro del Consejo de Estado y a entregar y recibirla ya elaborada, mientras que el valido quedó como el único intermediario entre el rey y el resto de instituciones. A través del despacho «a boca» el secretario elaboraba dictámenes y resúmenes las consultas emitidas por el Consejo, transmitía al monarca esos asuntos que requerían respuesta, y después plasmaba a los papeles la comunicación a las personas e instituciones afectadas por esa decisiones, pero cuando los validos suplantaron en el despacho «a boca» lo hicieron en la comunicación verbal, pero los validos al no ser burócratas no se hicieron cargo del despacho escrito, que fue asumido a través de personal de confianza, dado que el despacho directo del valido con el rey supuso la desaparición del secretario privado del monarca. El desajuste con la desaparición del secretario privado del rey vino a ser remediada en el reinado de Felipe IV. El control del valido sobre las instituciones se conseguía no solo ubicando a familiares o personas de confianza en puestos claves, sino también creando juntas temporales para atender a un determinado asunto urgente para sustraerlos del control de los Consejos.
En los inicios del reinado de Felipe IV, su nuevo valido, Gaspar de Guzmán, va a procurar una mejor imagen del monarca, evitando una imagen de un monarca gobernado por su favorito, es por ello, para dar al rey una mayor visibilidad en la participación del gobierno y a la misma vez seguir manteniendo el valido la exclusividad en la intermediación entre el rey y el resto de instituciones, va a retomar la figura del secretario privado que impulse la labor burocrática que los validos no hacían respecto al manejo de papeles, como la elaboración, enmiendas o resoluciones a cartas o documentos. Para lograr esto, el Gaspar de Guzmán encargó la labor de despachar con el rey a un único secretario para evitar contactos indeseables, y que su elección estuviera controlada por el propio valido, por lo que el valido podía controlar y filtrar la información que debía conocer el rey. La asignación de este cometido, en vez de crearse un puesto nuevo, se va a escoger a uno de los dos secretarios del Consejo de Estado para adscribirlo también a una secretaría con entidad propia dedicada a atender al despacho de papeles del monarca, sin mezclar ambas, será la Secretaría del Despacho Universal.

## Lo que no es un valido
No hay que confundir la institución del valido con otras:
- el regente es un cargo formal, que gobierna sólo porque el rey es menor de edad. Solía ser un pariente próximo de este (madre, por ejemplo), aunque en algún caso no ocurrió así (el cardenal Cisneros, en el interregno entre la muerte de Fernando el Católico y la llegada a España de Carlos I). Nada impide que un regente tenga valido (Nithard lo fue de Mariana de Austria en la minoría de Carlos II).
- el virrey sustituye al rey en ausencia de este en el gobierno de un territorio alejado. Era la forma en que se gobernaba en nombre del rey de España en los territorios italianos, América y Portugal; también en los territorios peninsulares de la Corona de Aragón, pero con menos atribuciones que las de virrey el rey disponía del Lugarteniente. Suele ser un miembro de la más alta nobleza o del alto clero, o un pariente del mismo rey.
- el confesor real, que tiene una enorme influencia por su cercanía a la persona del rey y las condiciones en que trata con este de todo tipo de asuntos, en particular de nombramientos eclesiásticos, pero también otras cuestiones políticas.
- el secretario, que sólo se encarga de una parte concreta de la Administración, ya que por mucho empeño que ponga un rey dedicado a la burocracia como Felipe II, es imposible para una sola persona ocuparse de todos los negocios de la monarquía. Los Reyes Católicos, Carlos V y el citado Felipe II gobernaron ayudados por secretarios, habitualmente letrados provenientes de las universidades, el mundo de los negocios o de la baja nobleza como Francisco de los Cobos, o Antonio Pérez.
- los consejeros de cada uno de los consejos del sistema polisinodial (clérigos, nobles, juristas).

## Validos por reinado

### Catalina de Lancaster, reina de Castilla (1393-1406)
- Leonor López de Córdoba y Carrillo, (autora de la primera autobiografía femenina en lengua castellana)

### Juan IIde Castilla (1406-1454)
- Álvaro de Luna (nombrado Maestre de las Órdenes Militares y Condestable de Castilla)[9]

### Enrique IVde Castilla (1454-1474)
- Juan Pacheco (marqués de Villena).[10]
- Beltrán de la Cueva (Gran Maestre de la Orden de Santiago y duque de Alburquerque).
- Miguel Lucas de Iranzo (Condestable del reino de Castilla).

### Felipe IIIde España (1598-1621)
- Francisco de Sandoval y Rojas, duque de Lerma (1598-1618)
- Cristóbal Gómez de Sandoval y de la Cerda, duque de Uceda (1619-1621)

### Felipe IVde España (1621-1665)
- Baltasar de Zúñiga (1621-1622)
- Gaspar de Guzmán y Pimentel, el Conde-Duque de Olivares (1622-1643)
- Luis de Haro (1643-1661)

Los validos de Felipe III y Felipe IV pertenecían a dos familias rivales: los Sandoval y los Zúñiga, y las conspiraciones para deponerlos actuaban también dentro de las mismas familias.

### Carlos IIde España (1665-1700)
- El jesuita padre Juan Everardo Nithard (1666-1669)
- Fernando de Valenzuela (1671-1676)[11]
- Luis Fernández Portocarrero

Juan José de Austria (1677-1679), el Duque de Medinaceli (1679-1685) y el Conde de Oropesa (1685-1691), no fueron validos sino primeros ministros.

## El fin de los validos
El reinado de Carlos II va a finalizar la época de los validos, a partir de entonces el gobierno va a estar dirigido por un primer ministro, un personaje impuesto al rey, que se encumbraban en lo alto de la Administración pero no por amistad o una relación de confianza con el rey —y por tanto no gozaban de la confianza del monarca —, pero tenían el apoyo de alguna facción nobiliaria. El rey, incluso a pesar de sus intentos, no asumió las tareas de gobierno, y ante la situación de desorden administrativo sin un referente político absoluto, se va a incrementar la importancia de la figura del secretario del Despacho Universal, como un intermediario entre el rey y el primer ministro o el privado del rey, y por tanto el personaje que va a tener el trato más directo con el rey. Junto a la labor de los secretarios de presentar los asuntos del día al monarca leyéndolos y resumiéndolos, y transmitir las respuestas a sus destinatarios, podía recibir información confidencial reservada de distintas autoridades sin conocimiento de los Consejos para agilizar trámites y hacer pagos con fondos secretos del rey; pero en definitiva su labor principal será la de cursar y agilizar la documentación burocrática, en los sótanos de palacio, conocidos como la covachuela.
Con el cambio a la dinastía Borbón en el siglo XVIII desaparece el uso del término valido, aunque hubo personajes de gran ascendencia sobre los reyes, comenzando con la Princesa de los Ursinos en tiempos de Felipe V y terminando con Manuel Godoy en tiempos de Carlos IV, ambiciosísimo personaje que es sin duda la figura más próxima al concepto, cuando ya el Antiguo Régimen tocaba a su fin. La madurez de la administración de la monarquía hacía que incluso en periodos de incapacidad de los reyes (la mayor parte de los reinados de Felipe V y Fernando VI) funcionase el sistema de Secretarías de Estado y del Despacho y el Consejo de Castilla, único que quedó con funciones importantes en el sistema político. La figura más importante de la administración era el Secretario de Estado y del Despacho de Estado. Personajes de la talla de Orry (impuesto a su nieto por Luis XIV), Patiño, Campillo, el Marqués de la Ensenada, el Marqués de Esquilache, el Marqués de Grimaldi, el Conde de Aranda, Pedro Rodríguez de Campomanes, el Conde de Floridablanca y Gaspar Melchor de Jovellanos, tenían cargos formales por sí mismos en el conjunto de una Administración que funcionaba institucionalmente y no pueden considerarse validos. Otra cosa fue la presencia en la corte de personajes cuya influencia sobre el rey era incluso superior a la de los más altos funcionarios, como ocurrió con embajadores extranjeros (Michael-Jean Amelot o Giulio Alberoni) o damas influyentes, como la princesa de los Ursinos o la reina Isabel de Farnesio.